# Nipponocypris
Nipponocypris is een geslacht van straalvinnige vissen uit de familie van karpers (Cyprinidae).

## Soorten
- Nipponocypris koreanus (Kim, Oh & Hosoya, 2005)
- Nipponocypris sieboldii (Temminck & Schlegel, 1846)
- Nipponocypris temminckii (Temminck & Schlegel, 1846)